# Rodney Stark
Pour les articles homonymes, voir Stark.
Rodney Stark, né le 8 juillet 1934 à Jamestown au Dakota du Nord et mort le 21 juillet 2022 à Woodway, est un sociologue des religions américain, co-directeur de l'Institut universitaire des études religieuses, et fondateur et éditeur de la revue Interdisciplinary Journal of Research on Religion.